# Federico Alvarez del Toro
Federico Alvarez del Toro (født 16 november 1953 i Tuxtla Gutiérrez, Mexico) er en mexicansk komponist og guitarist.
Alvarez del Toro studerede guitar hos bl.a. Leo Brouwer og komposition på National Conservatory i Mexico City,
hvor han bl.a. studerede hos Eduardo Mata. Alvarez del Toro blander i sin klassiske kompositions stil mexicansk folklore og naturlyde.
Han har skrevet to symfonier, orkesterværker, kammermusik, korværker, elektronisk musik etc.

## Udvalgte værker
- Symfoni "Af planterne" (1978) - for blandet kor og orkester
- Symfoni "Jordens ånd" (1983-1984) - for marimba, elektronisk bånd og orkester